# Nechanice
Nechanice (Duits: Nechanitz) is een kleine Tsjechische stad in de regio Hradec Králové, en maakt deel uit van het district Hradec Králové. Nechanice telt 2376 inwoners (2023).

## Geschiedenis
- 1228 – De eerste schriftelijke vermelding van Nechanice.
- 1235 – Nechanice krijgt de status vlek.
- 1867 – Nechanice krijgt de status stad.[1]